# Bambusa viridis
Bambusa viridis är en gräsart som beskrevs av Elizabeth A. Widjaja. Bambusa viridis ingår i släktet Bambusa och familjen gräs. Inga underarter finns listade i Catalogue of Life.